# 拉普拉亞 (北桑坦德省)

拉普拉亞（西班牙語：La Playa de Belén），是哥倫比亞的城鎮，位於該國東北部北桑坦德省，始建於1862年12月4日，面積241平方公里，海拔高度1,450米，2005年人口5,806。